# Les Moines rouges
 (janvier 2015).
Si vous disposez d'ouvrages ou d'articles de référence ou si vous connaissez des sites web de qualité traitant du thème abordé ici, merci de compléter l'article en donnant les références utiles à sa vérifiabilité et en les liant à la section « Notes et références ».
Les Moines rouges est la septième histoire de la série Gil Jourdan de Maurice Tillieux. Elle est publiée pour la première fois du no 1264 au no 1285 du journal Spirou. Puis est publiée sous forme d'album en 1964.

## Univers

### Synopsis
Dans le village breton de Labarre-Hilaire, le maire, Hyacinthe Laplume, et son adjoint, Benoît Chassemouche, décident de contacter Gil Jourdan à Paris. Après quelques difficultés, ce dernier comprend qu’on l’attend pour enquêter sur une histoire de fantôme.
Arrivés sur place, Gil et Libellule apprennent que le maire et son adjoint ont aperçu plusieurs fois un fantôme hantant l’abbaye des Moines rouges, qui domine le village. Le soir, le maire, Gil et Libellule sont aux aguets devant l’abbaye quand apparaît le fantôme. Gil tente de le photographier en infrarouge et le poursuit. Après avoir perdu le fantôme dans les ruines, il reçoit un coup de poing d’un inconnu présent dans l’abbaye.
Après être revenu au village, Gil fait une inspection pendant la nuit et découvre de vastes projets immobiliers pour le village sur un plan chez le maire. Il découvre ensuite un drap blanc chez Chassemouche dont il se sert pour l’effrayer et le faire parler. L’affaire se poursuit chez le maire où celui-ci avoue avoir monté cette histoire de fantôme pour créer une animation dans le village et éviter le dépeuplement de la petite commune, c’est Chassemouche revêtu du drap qui a joué les fantômes. Gil leur révèle alors avoir reçu un coup de poing dans l’abbaye, mais il s’avère que Chassemouche n’en est pas l’auteur. Sans rancune pour le maire, Gil part enquêter dans l’abbaye.
Pendant ce temps, Crouton arrive à Labarre-Hilaire, et tombe sur Libellule. Gil, lui, inspecte l’abbaye et finit par tomber nez à nez avec un homme revêtu d’une soutane de moine rouge. Sous la menace de son arme, Gil est obligé de descendre dans une galerie creusée sous l’abbaye. La trappe d’accès se referme peu avant que Crouton et Libellule n’arrivent dans l’abbaye, l’inspecteur se montrant très soucieux que Gil soit seul à l’abbaye.
Dans la crypte, le moine rouge révèle à Gil que personne ne mettra la main sur les caisses de trésor des moines rouges entassés dans la crypte. Après avoir regardé les caisses, Gil comprend que le moine est fou, celles-ci ne contenant que de vieilles armes rouillées. Le moine dans sa folie décide de mettre le feu à la crypte en incendiant de vieux fûts d’essence. Touché par l’explosion des fûts, il git inanimé ce qui permet à Gil de le récupérer et d’essayer de sortir par l’entrée de la crypte.
Au même moment, le maire, Chassemouche, Crouton et Libellule cherchent l’entrée de la crypte, dont Chassemouche et Laplume révèlent qu’elle a servi de cache d’arme pendant la guerre. En fouillant près de l’entrée camouflée, Gil les entend et leur indique la manière d'ouvrir la porte secrète. Le groupe s’enfuit alors pendant que l’incendie de la crypte fait exploser les dernières munitions y restant.
De retour au village, Crouton révèle que le moine est Antoine Vernet, descendant du fondateur de l’abbaye. Evadé de l’asile psychiatrique il s’était réfugié dans l’abbaye dont il avait retrouvé les plans et qu’il imaginait contenir un trésor. Crouton, l’ayant connu aux archives de la police avait suivi sa trace jusqu’à l’abbaye.

### Personnages
- Gil Jourdan
- Libellule
- Jules Crouton
- Hyacinthe Laplume : maire de Labarre-Hilaire
- Benoît Chassemouche : son adjoint
- Antoine Vernet : évadé de l'asile psychiatrique, descendant du fondateur de l'Abbaye des Moines Rouges

### Répliques
Libellule grimpe sur le dos du maire devant les journalistes :
- Libellule : Messieurs, vous contemplez le seul gars à s'être baladé en maire sans quitter la terre !

## Publication

### Revues
Les planches des Moines rouges furent publiées dans l'hebdomadaire Spirou entre le 5 juillet et le 29 novembre 1962 (n°1264 à 1285).

### Album
La première édition de cet album fut publiée aux Éditions Dupuis en 1964 (dépôt légal 01/1964). On retrouve cette histoire dans Enquêtes françaises, le tome 2 de la série Tout Gil Jourdan (Dupuis - 1985), ainsi que dans le tome 2 de la série Gil Jourdan - L'intégrale (Dupuis - 2009).